# 1863.
◄ | 18. stoljeće | 19. stoljeće | 20. stoljeće | ►
◄ | 1830-ih | 1840-ih | 1850-ih | 1860-ih | 1870-ih | 1880-ih | 1890-ih | ►
◄◄ | ◄ | 1860. | 1861. | 1862. | 1863. | 1864. | 1865. | 1866. | ► | ►►
Arhitektura • Astronomija • Biologija • Fotografija • Glazba • Kazalište • Kemija • Kiparstvo • Knjige • Književnost • Kršćanstvo • Meteorologija • Medicina • Planinarstvo • Politika • Pravo • Promet • Slikarstvo • Šport • Znanost • Željeznički promet

## Događaji
- 12. siječnja – Na sjednici Dalmatinskog sabora koja je održana ovog dana Narodna je stranka, na čelu s Mihovilom Pavlinovićem, zauzela se za uvođenje hrvatskog jezika kao službenog u Saboru, školstvu, sudstvu i vladinim uredima.[1]
- 26. siječnja – Guadalajarska biskupija uzdignuta na razinu nadbiskupije.
- 31. listopada - U Zagrebu puštena u rad prva plinska rasvjeta
- Osnovana je Matica slovačka

## Rođenja

### Siječanj – ožujak
- 1. siječnja – Pierre de Coubertin francuski sportski djelatnik, "otac" modernih Olimpijskih igara († 1937.)
- 18. veljače – Josip Pazman, hrv. svećenik, ravnatelj Hrv. zavoda sv. Jeronima u Rimu († 1925.)

### Travanj – lipanj
- 2. lipnja – Felix von Weingartner, austrijski dirigent i skladatelj († 1942.)
- 29. travnja – Konstantin Kavafi,  grčki pjesnik († 1933.)
- 30. lipnja – Alberico Crescitelli, talijanski misionar i svetac († 1900.)

### Srpanj – rujan
- 19. srpnja – Hermann Bahr, austrijski književnik († 1934.)
- 30. srpnja – Henry Ford, osnivač proizvođača automobila Ford Motor Company († 1947.)
- 24. kolovoza – Dragutin Lerman, hrvatski istraživač i putopisac († 1918.)
- 28. kolovoza – Marija Freudenreich, hrvatska operna pjevačica († 1944.)
- 29. rujna – Hugo Haase, njemački političar i kancelar († 1919.)

### Listopad – prosinac
- 6. studenog – Francis Ellingwood Abbot, američki filozof († 1903.)
- 22. studenog – Jandre Kuzmić, gradišćanskohrvatski pedagog i pisac († 1940.)
- 12. prosinca – Edvard Munch, norveški slikar († 1944.)
- 18. prosinca – Franjo Ferdinand, austro-ugarski nadvojvoda i prijestolonasljednik († 1914.)
- 19. prosinca – Milka Trnina, hrvatska operna pjevačica († 1941.)
- 28. prosinca – Milena Mrazović, hrvatska novinarka († 1927.)

## Smrti

### Travanj – lipanj
- 25. lipnja – Johann Karl Ehrenfried Kegel, njemački agronom († 1784.)

### Srpanj – rujan
- 13. kolovoza – Eugène Delacroix, francuski slikar (* 1798.)
- 22. kolovoza – Luka Botić, hrvatski književnik i političar (* 1830.)
- 17. rujna – Alfred de Vigny, francuski pjesnik (* 1797.)
- 20. rujna – Jacob Grimm, njemački filolog i književnik (* 1785.)

### Listopad – prosinac
- 13. prosinca – Friedrich Hebbel, njemački dramatičar (* 1813.)
- 14. prosinca – Jakob Sabar, vjerski pisac (* 1802.)

## Vanjske poveznice
|  | Zajednički poslužitelj ima još gradiva o temi 1863. |